# Pedernales (khu tự quản)
Pedernales là một khu tự quản thuộc bang Delta Amacuro, Venezuela. Thủ phủ của khu tự quản Pedernales đóng tại Pedernales. Khự tự quản Pedernales có diện tích 3537 km2, dân số theo điều tra dân số ngày 21 tháng 10 năm 2001 là 2271 người.